# Montgomery City
Montgomery City – miasto w Stanach Zjednoczonych, w stanie Missouri, siedziba administracyjna hrabstwa Montgomery.